# فقر دم فانكوني
فقر دم فانكوني (بالإنجليزية: Fanconi anemia)‏ هو مرض وراثي شديد الندرة يسبب فشل نخاع العظام في تكوين خلايا الدم المختلفة مما يؤدي إلى أنيميا من نوع (فقر الدم اللاخلوي) ونزف وعدوى متكررة، مع زيادة في احتمالية الإصابة بسرطان الدم من نوع ابيضاض الدم النقوي الحاد وسرطانات أخرى. وقد يصحب ذلك اختلالات في النمو والتطور وتشوهات بالجلد والرأس واليدين والعينين. وأنيميا فانكوني تختلف تمامًا عن متلازمة فانكوني وهي مرض يصيب الكلى.

## معدلات الإصابة
هو مرض نادر يصاب به 1 لكل 350.000 شخص ويحدث بمعدلات أكبر في يهود الإشكناز وسكان شمال أفريقيا
و في الولايات المتحدة الأمريكية يحمل شخص واحد من بين كل 181 شخص صفة أنيميا فانكوني.مما يجعل معدلات الإصابة تصل إلى مريض واحد لكل 130.000 شخص.

## تاريخ المرض
سمي المرض باسم الطبيب السويسري «جويد فانكوني» الذي قام عام 1927 بوصف حالة 3 أخوة من الذكور مصابين بنقص عدد خلايا الدم وزيادة حجم كرات الدم الحمراء 

## الأعراض
يعاني مرضى أنيميا فانكوني من نقص كرات الدم الحمراء مما يسبب الأنيميا، ونقص الصفائح الدموية مما يسبب النزف وظهور رضوض عديدة، ونقص خلايا الدم البيضاء مما يزيد من احتمالية الإصابة بالعدوى.
بالإضافة إلى ذلك تظهر تشوهات عديدة في 25% من المرضى منذ لحظة الولادة منها نقص وزن الرضيع عن الولادة، تصبغ الجلد، وظهور بقع القهوة بالحليب، وتشوه عضمة الكعبرة وإصبع الإبهام باليد، تشوه بالأذن واختلالات في عملية السمع، اختلالات بالنمو والتطور وتأخر القدرات العقلية وقصر القامة .
كما تظهر تشوهات بالعظم تشمل صغر حجم الرأس والوجه، استسقاء المخ، بروز الفك، قصر الرقبة، سنسنة مشقوقة، تشوه العمود الفقري والأضلاع والفقرات، تشوه أصابع القدم والقدم المسطحة، وخلع الورك وتشوه عظم الورك والساقين. وتشوهات عديدة بالجهاز الهضمي كالفتق السري وانسداد المريء والأمعاء وفتحة الشرج.

## التشخيص والفحوص اللازمة
يلزم فحص المريض طبيًا بشكل شامل للتأكد من وجود أعراض الأنيميا والعدوى والنزف بالإضافة إلى وجود التشهوات المختلفة، ثم يلزم عمل بعض الاختبارات لتحديد التشخيص.
- اختبار تكسير الكروموسومات

هو الاختبار الأمثل لتأكيد تشخيص أنيميا فانكوني، تشمل خطواته معالجة عينة من دم المريض بمادة تعمل على تكسير الحمض النووي، في الأشخاص الأصحاء تتمكن الخلايا من تصحيح الضرر الناتج عن هذه المادة أما في حالة الأشخاص المصابين بأنيميا فانكوني فإن الحمض النووي في خلايا الدم يصاب بتكسير شديد.
يمكن إجراء هذا الاختبار أثناء الحياة الجنينية باستخدام عينات من الزغابات المشيمية أو من السائل المحيط بالجنين داخل الرحم.
- اختبار صورة الدم الشاملة

تظهر نتائج تحليل صورة الدم الشاملة وجود نقص في أعداد خلايا الدم الحمراء فقط مع زيادة في حجمها، أو نقص في أعداد خلايا الدم كلها (نقص كرات الدم الحمراء وخلايا الدم البيضاء والصفائح الدموية) وهي نتائج تتشابه مع نتائج نفس الاختبار لدى المرضى المصابين بأمراض أخرى عديدة لذلك فهو ليس أختبار نوعي أو دقيق.
- اختبار التدفق الخلوي

يتم زرع خلايا الدم على مزارع من الخردل والنيتروجين ثم يتم فصحها، في مرضى أنيميا فانكوني تظهر الخلايا اختلالات واضحة في عمليات تصحيح الحمض النووي وحمايته من التكسير والتي تتم في الخلايا بشكل دائم وطبيعي للحفاظ على الخلايا من الإصابة بالتشوهات والسرطانات.
- اختبار نسبة الهيموجلوبين الجنيني

قد تظهر زيادة غير طبيعية في نسبة الهيموجلوبين الجنيني بمرور الوقت وذلك دليل على إجهاد خلايا الدم الحمراء الغير طبيعية.
- اختبار نسبة الإريثروبويتين بالدم

الإرثروبيوتين هو هرمون تفرزه الكلى لتحفيز نخاع العظام لتكوين كرات الدم الحمراء وتزيد نسبته بالدم بشكل ملحوظ في حالات أنيميا فانكوني
- مسح للهيكل العظمي

وهو تصوير الهيكل العظمي كاملا باستخدام الأشعة السينية لتحديد الاختلالات والتشوهات المصاحبة لحالة أنيميا فانكوني
- التصوير بالموجات فوق الصوتية على البطن

لتحديد الاختلالات والتشوهات بالكلى والكبد
- تصويرالمخ بالرنين المغناطيسي

لتحديد الاختلالات والتشوهات بالمخ

## العلاج
يتم اختيار نوع العلاج المقدم لمريض أنيميا فانكوني تبعًا لسن المريض وحالة نخاع العظام لديه
- أهداف العلاج

1. إصلاح حالة الأنيميا باستبدال نخاع العظام المريض بنخاع عظام صحي قادر على تكوين خلايا الدم بشكل وعدد سليم.
2. السيطرة على الأعراض باستخدام أدوية تحفز الجسم لتكوين خلايا الدم.

- علاج قصير المدى

يتم فحص المريض بشكل دوري وبالنظر إلى نتائج اختبارات الدم ونخاع العظم قد يلجأ المريض لتناول المضادات الحيوية للسيطرة على العدوى الناتجة عن تناقص عدد خلايا الدم البيضاء، كما قد يخضع المريض لعملية نقل دم من متبرع لرفع عدد خلايا الدم إلى المعدل الطبيعي.
وهي علاجات قصيرة المدى ولا تشفي من المرض تمامًا.
- علاج طويل المدى

هناك 4 خطوات رئيسية لعلاج أنيميا فانكوني بشكل طويل المدى
1. زرع نخاع العظم أو زرع الخلايا الجذعية
2. العلاج باستخدام الأندروجينات
3. العلاج باستخدام عوامل النمو الصناعية
4. العلاج الجيني

زرع نخاع العظم وزرع الخلايا الجذعية :
يتم خلال هذه العملية نقل خلايا جذعية من دم المتبرع لزرعها في دم المريض بعد خضوعه لفترة من العلاج الكيميائي كتحضير يسبق عملية النقل
يتوقف نجاح زرع نخاع العظام في المرضى الأصغر سنًا على :
- الحالة الصحية العامة للمريض
- التوافق بين المريض والمتبرع (غالبًا أخ أو أخت)
- عدد مرات نقل الدم قبل عملية زرع النخاع

وبعد نجاح عملية زراعة نخاع العظام يصبح نخاع العظام بعد هذا العلاج قادرًا على تصنيع العدد الطبيعي من خلايا الدم.
العلاج باستخدام الأندروجينات :

قبل اثبات نجاح العلاج بواسطة زراعة نخاع العظام، كان العلاج باستخدام الأندروجينات هو العلاج الأمثل لمرضى أنيميا فانكوني. والأندروجينات هي هرمونات صناعية تنشط عملية تكوين خلايا الدم على المدى الطويل.لكن بمرور الوقت قد تفقد الأندروجينات فاعليتها كما أن لها العديد من الآثار الجانبية الخطيرة وليس لها أي قدرة على تقليل احتمالية الإصابة بسرطانات الدم المصاحبة لأنيميا فانكوني.
العلاج باستخدام عوامل النمو الصناعية
هي أدوية تحفز الجسم لإنتاج خلايا الدم البيضاء وكرات الدم الحمراء. بينما لا تزال الأدوية التي تحفز الجسم لإنتاج الصفائح الدموية تحت الدراسة. ولا تزال نتائج استخدام عوامل النمو الصناعية ككل تحت الدراسة وتشير النتائج الأولية إلى حدوث آثار جانبية أقل خطورة عن تلك الناتجة من العلاج باستخدام الأندروجينات.
العلاج الجيني

تقع الكثير من الآمال على العلاج الجيني لعلاج حالات أنيميا فانكوني في المستقبل.
الجراحة

يتم اللجوء للتدخل الجراحي لتصحيح العديد من التشوهات المصاحبة لأنيميا فانكوني كتشوهات العظام.

## وراثة المرض

المخطط الوراثي المحتمل من الزواج

ينتقل مرض أنيميا فانكوني بشكل صفة متنحية، بمعنى أن الشخص الحامل لجين مرض أنيميا فانكوني ليس مصابًا بالمرض ولا تظهر عليه أي أعراض ولن يظهر عليه فيما بعد، ولكن هناك احتمالية لنقل هذا الجين لاطفاله في المستقبل عن طريق الاحتمالات التالية:
1-إن زاوج شخص يحمل صفة أنيميا فانكوني من شخص سليم فإن احتمالات الإنجاب تكون:
- 50% أطفال سليمين.
- 50% أطفال يحملون صفة أنيميا فانكوني

وبذلك فليس هناك خطر من إنجاب طفل مريض بأنيميا فانكوني.
2-إن زواج شخص يحمل صفة أنيميا فانكوني من شخص يحمل أيضا الصفة فإن احتمالات الإنجاب تكون:
- 25% أطفال سليمين.
- 50% أطفال يحملون الصفة.
- 25% أطفال مرضى بأنيميا فانكوني.

3-إن زواج شخص مريض بأنيميا فانكوني من شخص سليم فإن احتمالات الإنجاب تكون:
- 100% أطفال يحملون الصفة.

وبذلك فليس هناك خطر من إنجاب طفل مريض بأنيميا فانكوني.
4-إن زواج شخص مريض بأنيميا فانكوني من شخص يحمل الصفة فإن احتمالات الإنجاب تكون:
- 50% أطفال يحملون الصفة.
- 50% أطفال مرضى بأنيميا فانكوني.

وقد ثبت وجود 13 جين مختلف مسئول عن انتقال مرض أنيميا فانكوني.وتنصح العائلات التي تحتوي على أفراد مصابين بأنيميا فانكوني بإجراء فحوصات قبل التزاوج لتجنب انتقال المرض إلى الأبناء.

## المضاعفات
- سرطان الدم (اللوكيميا) وتحدث بنسبة 10%
- الوفاة بسبب فشل نخاع العظام ويحدث بنسبة 11%
- أورام سرطانية ويحدث بنسبة 29%
- مضاعفات الخضوع لعملية زراعة نخاع العظام.[10]

## مصير المرض
متوسط عمر المرضى المصابين بأنيميا فانكوني هو 30 عام تقريبا.